# Rhegmatophila burgensis
Rhegmatophila burgensis är en fjärilsart som beskrevs av Fernandez 1933. Rhegmatophila burgensis ingår i släktet Rhegmatophila och familjen tandspinnare. Inga underarter finns listade.